# Даниъл Джаксън
Даниъл Джаксън (р. 8 юли 1965) е фантастичен герой от фантастичния филм Старгейт и последвалия телевизионен сериал Старгейт SG-1. Ролята във филма се изпълнява от Джеймс Спейдър, а в сериала от Майкъл Шанкс. Шанкс също играе този персонаж и в пилотния епизод на Старгейт Атлантида, Rising. Героят има докторантска степен по археология, антропология и филология.

## Биография
Д-р Даниъл Джаксън е единствено дете и сирак. Неговият дядо по майчина линия и единственият жив роднина, Ник Балард, живее на друга планета с извънземни гиганти ("Кристален череп"). Родителите на Даниъл, Мелбърн и Клер Джаксън, също археолози, са премазани докато наблюдават пренасянето и поставянето на египетско произведение на изкуството в художествения музей Метрополитан ("Пазачът на играта"). Дядо му го изоставя след погребението. Въпреки че живее с приемни родители, Джаксън посещава дядо си в психиатрична клиника, но след спор за провалящата се кариера на Даниъл двамата се отчуждават.
Даниъл е археолог и лингвист, който говори повече от 23 езика ("1969") (в друг епизод бройката е дадена като 27 ("200"); в сериала той говори на английски, древно-египетски, испански, руски, мандарински и немски, също и гоа'улдски, езика на древните, и унас (който той декодира).

## Старгейт
Във филма Старгейт, Даниъл за първи път се появява на академически семинар, където теорията му, че пирамидите на Гиза са много по-стари отколкото се е смятало дотогава, не среща голямо одобрение. Само един човек, възрастна жена на име Катрин Лангфорд, остава на семинара и му предлага работа.
Джаксън използва знанията си за древния Египет за да активира устройство наречено Старгейт, като разбира, че фигурите по него не са йероглифи а съзвездия. По време на оригиалната мисия през Старгейта до планетата Абидос, Даниъл среща и се влюбва в местна жена, Ша'ури (Ша'ре в телевизионния сериал Старгейт SG-1).
Вярвайки че Даниъл е пратеник на системния господар Ра, абидонските старейшини му дават Ша'ури за жена. След няколко безуспешни опита за общуване, тя го завежда до място с йероглифи, които Даниъл разпознава и (с нейна помощ) декодира абидонския език. Ша'ури организира въстание срещу Ра, след като Даниъл е пленен. След като битката за освободждаване на абидонците от системния господар Ра е спечелена, Даниъл решава да не се върне на Земята с останалия екип. Той най-накрая намира семейство и иска да прекара остатъка от живота си, изучавайки културата и историята на Абидос. Джак О'Нийл излъгва в доклада си и казва, че Даниъл е мъртъв, а Даниъл обещава на Джас, че ще заровят Старгейта на Абидос.

## Старгейт SG-1
В телевизионния сериал Старгейт SG-1, животът на Даниъл се променя, след като жена му е отвлечена; Даниъл се присъединява към екипа SG-1, за да я спаси, а когато тя умира, той остава част от екипа.
По време на сериала, Даниъл е бил залавян, заразяван с извъземни висурси, в главата му са били вмъквани дузина извънземни съзнания, умирал и връщан към живот много пъти, е използвал пристрастяващия саркофаг, и се е възнасял към по-високо ниво на съществуване. Също е страдал от абендецит; (Актьорът, Майкъл Шанкс, е страдал от апендицит по време на снимките на "Възмездие" и не е могъл да работи, затова сценаристите вмъкват неговото състояние в сюжета.)
Флагманският кораб на асгардската флота е кръстен Даниъл Джаксън, в негова чест.
В епизода "Химера" се казва, че Даниъл е завършил чикагския университет.